# Sofija Nalepinska-Bojtsjoek
Sofija Nalepinska-Bojtsjoek (Oekraïens: Софія Налепінська) (Łódź, 30 juli 1884 - Kiev, 11 december 1937) was een Russisch-Oekraïens kunstschilder. Na haar studie aan de Kunstacademie van Sint-Petersburg studeerde ze in 1906 in München en in 1909–1911 in Parijs. Hier leerde ze haar toekomstige echtgenoot, de Russisch kunstschilder Mykhailo Boychuk, kennen.
In 1936 werd ze door de geheime politie van de Sovjet-Unie gearresteerd en beschuldigd van spionage, en in 1937 geëxecuteerd. In 1988 werd zij postuum gerehabiliteerd.

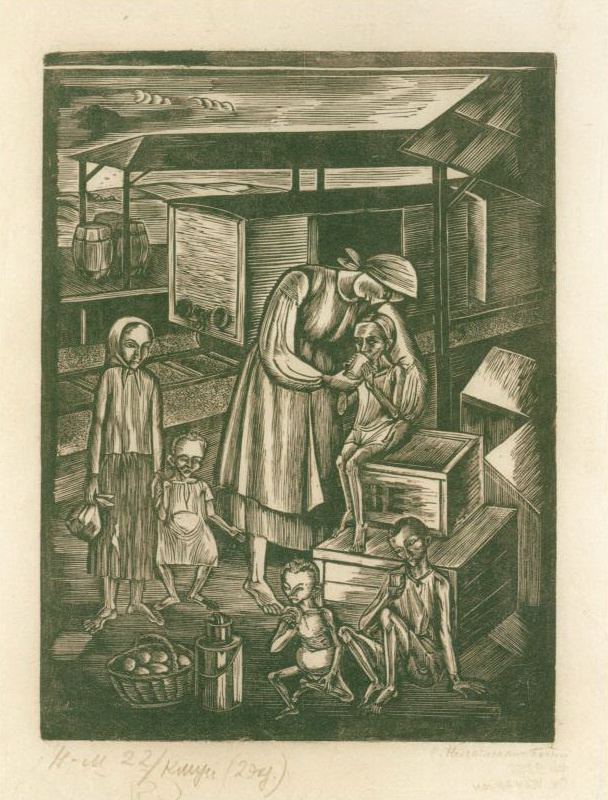
Honger, door Bojtsjoek

- Gemeinsame Normdatei: 1255255854
- Union List of Artist Names: 500460978
- Virtual International Authority File: 34165060285432740009